# کفر خاشر
کفر خاشر (به عربی: کفر خاشر) یک روستا در سوریه است که در ناحیه مرکزی اعزاز واقع شده‌است. کفر خاشر ۲۴۶ نفر جمعیت دارد.